# Латина у праві
Традиційно правові принципи охоче передають латинськими поняттями або зворотами. Частково вони перейшли з греко-римської античності,
але також багато латинських зворотів було створено пізніше, як, наприклад, нині в англійській мові принципи culpa in contrahendo та nulla-poena.

## A
- accessorius sequitur naturam sut principalis — співучасник іде за головним винуватцем (співучасник не може бути звинувачений у ще тяжчому злочині, ніж (беспосередній) виконавець цього ж злочину[1]; основний принцип так званої акцесорної теорії співучасті у кримінальному праві).
- Accusator post rationabile tempus non est audiendus, nisi se bene de omissione excusaverit  — після спливу тривалого і розумного строку не є обов'язковим слухати обвинувача, якщо він не надасть переконливого пояснення свого зволікання [2].
- animus rem sibi habendi — Бажання мати річ за свою.

## C
- causa — Правова підства.
- cessio legis — Передача вимог згідно з законом
- Cessante ratiōne legis, cessat et ipsa lex  — із зникненням підстави для існування закону зникає і сам закон[3].
- cessio necessaria — Передача вимог за необхідністю.
- Ceteris paribus — за інших рівних умов
- clausula rebus sic stantibus — Відповідно до цього принципу. (Розуміється у ширшому значенні): Особливі обставини можуть призвести до неукладення договору. Подане вище на основі суттєвого порушення умов договору однією зі сторін, втратою предмету, що був необхідний для виконання або суттєва зміна обставин (у вузькому розумінні).
- condictio —
- conditio sine qua non — Умова без якої не... :
- Confessus pro judicato habetur  — той, хто визнав позов, вважається таким, що програв справу[4].
- Culpa in contrahendo — Вина́ при укладанні договору: Також при переговорах про укладення договору є дійсними відносини, що вже є схожими на договірні відносини, порушення котрих може призвести до відшкодування збитків. Важливим є обов'язок розкриття суттєвих обставин. Свідомий обман при процесі укладання договору є недозволеним.

## D
- Delicta enim nocentium nota esse oportet et expedit  — обов'язково і корисно, щоб про злочини поганих людей ставало відомо[5].
- do ut des — Я даю, щоб ти дав – Зустрічне виконання.
- debitor cessus — Боржник при переході прав кредитора до іншої особи (партії).

## E
- ex contracto — за контрактом
- ex delicto — через проступок (злочин)
- ex lege — силою закону
- ex nunc — відтепер
- ex tunc — відтоді

## F
- facultas alternativa —
- falsa demonstratio non nocet — Неправдиве позначення не шкодить.
- falsus procurator — Представник без представницьких повноважень.

## G
- genus non perit або genera non pereunt — Вид не гине.

## H
- hereditas iacens — спадщина. Спадщина у значенні майна, у користування яким спадкоємці іще не вступили.

## I
- In maleficiis voluntas spectātur, non exĭtus  — у злочинах береться до уваги воля, а не результат [6].
- Inter partes — між сторонами. Дійсний не на загал, а тільки між сторонами.
- Ipso iure — силою закону.
- iura novit curia — (Суд знає право). Сторони у цивільній справі мусять надати тільки фактичний матеріал щодо справи, а не спеціальні правові норми — хоча й можуть на них посилатися. Дія принципу обмежується, коли справа пов'язана з іноземним правом.

## J
- Judicis est jus dicere non dare  — судді належить творити суд, а не створювати право[7][8].

## L
- laesio enormis — (дослівно — неймовірне порушення; за змістом — зменшення на половину). Позначає грубе порушення еквівалентності при договорі купівлі-продажу, за якої продавець отримує менше половини вартості товару від його закупівельної ціни.
- Legem brevem esse oportet  — закон має бути коротким.
- Legis virtus haec est: Imperare, vetare, permittere, punire  — сила закону полягає в тому, щоб наказувати, забороняти, дозволяти, карати.
- Lex posterior derogat legi priori — Пізніше право скасовує попереднє.
- Lex specialis derogat legi generali — (Спеціальне правило (закон) скасовує загальне): Правило для тлумачення, котре вказує на те, що конкретніше регулювання (правило) має перевагу над загальним і застосовується замість нього.
- Lucidum intervallum — Ясний момент. Момент "прояснення" напр. коматозної або іншої недієздатної особи.
- Lex personalis — особистий закон фізичної особи
- Lex rei sitae — Закон місця знаходження речі
- Lex loci damni — Закон місця настання негативних наслідків
- Lex voluntatis — Закон, обраний особами, що укладають угоду
- Lex loci actus — Закон місця вчинення акту
- Lex loci delicti comissi — Закон місця вчинення правопорушення
- Lex causae  — Закон, за яким дане провадження найбільш тісно пов'язане (аналогія права)
- Lex fori  — Закон суду
- Lex rei sitae — ("Право місця, де знаходиться річ"). — Один з принципів міжнародного права, котрий вказує, що до речі застосовується право тієї країни, де вона знаходиться. (Просторова законодавча колізія)

## M
- Multa non vetat lex, quae tamen tacite damnavit  — багато речей закон не забороняє, однак мовчазно засуджує[9].

## N
- Nemo plus iures transferre potest quam ipse habet — Ніхто не може передати більше прав, ніж має сам.
- Nulla poena sine lege — Немає кари без закону.
Nulla poena sine lege має складові принципи:
Nulla poena sine praevia lege poenali — Немає покарання без попередньо установленого закону
Nulla poena sine lege scripta — Не існує покарання без писаного закону.
Nulla poena sine lege stricta — Немає покарання без строгого закону.
Nulla poena sine lege certa — Немає покарання без визначеного права.

## O
- opinio iuris

## P
- praxic (praxis) jùdicum est intèrpres lègum  — судова практика є тлумач законів[10].
- precario modo —
- prima facie — «з першого погляду», за відсутності доказів на користь зворотного[11].
- probatio diabolica — Диявольський доказ. Доказ, котрий дуже важко або практично неможливо надати, (напр.: безперервна послідовність власників якої-небудь речі.)
- pro viribus — відповідальність обмежена певною сумою

## Q
- Quivis praesumitur bonus dones probetur contrarium  — кожен вважається чесним, доки не доведено інше[12].
- Quod non est in actis, non est in mundo  — чого немає в документах, того немає в світі[12].

## R
- res in transitu —

## S
- sui generis — власний вид.

## T
- Titulus та modus — Правові підстави/-titel та спосіб передачі.

## U
- Ultra vires — у перевищенні повноважень.
- ultima ratio — останнє (ультимативне) рішення

## V
- vinculum iuris —